# Hua Guofeng
Hua Guofeng (1921. – 2008.), bivši predsjednik Centralnog odbora Komunističke stranke Kine. 
Vodeće pozicije Hua je zauzeo nakon smrti Mao Ce-tunga u rujnu 1976. godine. Na vlasti se zadržao do 1981. jer ga je potisnuo vođa reformske frakcije unutar stranke - Deng Xiaoping. U političkom životu ipak je bio prisutan do 1982. godine, a nakon toga se povukao. Iako je bio apsolutni vođa Kine krajem sedamdesetih, nije uvršten na popis vrhovnih vođa zajedno s Mao Ce-tungom, Deng Xiaopingom, Jiang Zeminom i Hu Jintaom. 
Umro je 20. kolovoza 2008. godine u 87.godini života, a njegovom pogrebu nazočili su i visoki državni dužnosnici.